# محمدسعید فاضلی
سید محمد سعید فاضلی (۷ مهر ۱۳۳۰، گزیک - ۸ اسفند ۱۳۸۳ سبزوار) از علمای اهل سنت منطقهٔ خراسان بود، که به علت تأسیس دو حوزهٔ علمیهٔ اهل سنت در خراسان و شورای مرکزی سنت (شورای شمس)، شهرت و محبوبیت بالایی به دست آورد.

## زندگی‌نامه

### تولد، طفولیت و جوانی
مولانا محمد سعید فاضلی در تاریخ ۷ مهر ۱۳۳۰ هجری شمسی در شهرستان گزیک، از توابع استان خراسان جنوبی دیده به جهان گشود. تا سن ۱۶ سالگی در محضر پدرش، مولانا عبدالعلی فاضلی، که از علمای سرشناس منطقه بود به یادگیری علوم پرداخت. سپس به حوزهٔ اشرفیهٔ لاهور در پاکستان رفته و به تحصیل علم حدیث مشغول شد، پس از آن به عربستان سفر کرده و در دانشگاه اسلامی مدینه، تحصیل علوم حدیث را ادامه داد.

### امامت جمعه هرات
مولانا سعید فاضلی، پس از تکمیل تحصیلات در علوم فقه و حدیث و فارغ‌التحصیلی از دانشگاه اسلامی مدینه به افغانستان سفر کرد و در شهر هرات مشغول به زندگی شد. در هرات، جلساتی را تحت عنوان حلقه‌های تفسیر و حدیث دایر کرد که اکثر حاضران در آن جلسات، عوام بودند. همچنین مولانا سعید فاضلی برای مدت کوتاهی امامت جمعهٔ شهر هرات را بر عهده داشت.

### بازگشت به ایران
مولانا سعید فاضلی برای مدت زیادی در هرات نماند و به ایران بازگشت، ابتدا به مشهد رفته و جلسات تفسیر خود را در مسجد شیخ فیض برقرار کرد. در سال ۱۳۵۹ در بخش شورک ملکی از توابع شهرستان مشهد، اولین و تنها حوزهٔ علمیهٔ اهل سنت در مشهد را تأسیس کرد.

### ورود به تایباد
اقامت مولانا سعید فاضلی در مشهد نیز طولانی نبود، وی مشهد را ترک کرده و به تایباد مهاجرت کرد. در تایباد نیز جلسات تفسیر و حدیث خود را دایر کرد. در سال ۱۳۶۱ به عنوان امام جمعه شهرستان تایباد انتخاب شده و تا زمان وفاتش، امام جمعهٔ این شهر بود. تأسیس حوزهٔ علمیهٔ جامعه الاحناف در سال ۱۳۶۸ در تایباد موجب محبوبیت بیش از پیش مولانا سعید فاضلی گردید.

## آثار مکتوب
1. فقه اسلامی - نماز و روزه
2. کتاب حج
3. درس یومیه، ترجمهٔ کتاب المسجد بیت کل مسلم
4. زندگی‌نامه مولانا زین الدین ابوبکر تایبادی
5. نقشهٔ استعمار در جهان اسلام
6. عقیدة المبتدین
7. روش دعوت و تبلیغ
8. زندگی‌نامه حضرت ابوبکر
9. زندگی‌نامه حضرت عمر
10. زندگی‌نامه حضرت عثمان
11. زندگی‌نامه حضرت علی
12. عقیدهٔ اهل سنت و جماعت
13. به سوی خدا، ترجمهٔ کتاب مع الله
14. مفهوم نوگرایی و پیشرفت در شریعت اسلام
15. جماعت تبلیغ در گفتار منصفانه